# Renaissance d'un champion
Pour plus de détails, voir Fiche technique et Distribution.
Renaissance d'un champion ou Sortis de l'ombre au Québec (Resurrecting the Champ) est un film américain de Rod Lurie, sorti en 2007.

## Synopsis
Un journaliste sportif qui vit séparé de sa femme et père de famille va écrire ce qui est l'article de sa vie sur la vie d'un ancien boxeur, devenu un vieux clochard. Mais le jeune homme ne va pas tarder à découvrir que ce dernier n'est pas ce qu'il croit, loin de là.

## Fiche technique
- Titre français : Renaissance d'un champion
- Titre québécois : Sortis de l'ombre
- Titre original : Resurrecting the Champ
- Réalisation : Rod Lurie
- Scénario : Michael Bortman et Alison Burnett d'après un article de J. R. Moehringer
- Musique : Larry Groupé
- Montage : Sarah Boyd
- Genre : Drame
- Année : 2006
- Pays :  États-Unis
- Dates de sortie en salles : 
  -  France : 27 mai 2007 (Festival de Cannes)
- Sortie DVD France : 8 février 2011
- États-Unis et  Canada : 24 août 2007

## Distribution
- Samuel L. Jackson (VF : Thierry Desroses ; VQ : Éric Gaudry) : Champ
- Josh Hartnett (VF : Damien Boisseau ; VQ : Martin Watier) : Erik Kerman
- Kathryn Morris (VQ : Manon Arsenault) : Joyce
- Rachel Nichols (VF : Karine Foviau ; VQ : Émilie Bibeau) : Polly
- Alan Alda (VF : Georges Claisse ; VQ : Mario Desmarais) : Ralph Metz
- Harry Lennix (VQ : Jacques Lavallée) : Robert Satterfield, Jr.
- Teri Hatcher (VF : Claire Guyot : VQ : Johanne Garneau) : Andrea Flack
- David Paymer (VQ : Jean-Luc Montminy) : Whitley
- Dakota Goyo : Teddy Kerman
- Peter Coyote (VF : Hervé Bellon ; VQ : Jean-Marie Moncelet) : Epstein
- Jake La Motta : lui-même (voix)
- Jake Plummer : lui-même
- Glenn Hunter : jeune Marciano

## Autour du film
- Le film est basé sur un article de J.R. Moehringer publié dans le Los Angeles Times Magazine le 4 mai 1997 sur le poids lourds de boxe Bob Satterfield, mort le 1er juin 1977.